# Chaunoproctus sottoetgarciai
Chaunoproctus sottoetgarciai är en kvalsterart som först beskrevs av Corpuz-Raros 1979.  Chaunoproctus sottoetgarciai ingår i släktet Chaunoproctus och familjen Caloppiidae. Inga underarter finns listade i Catalogue of Life.